# Kubok Rossii 2019-2020
La Coppa di Russia 2019-2020 (in russo Кубок России?, Kubok Rossii) è stata la 28ª edizione della coppa nazionale del calcio russo, iniziata il 20 luglio 2019 e terminata il 25 luglio 2020. La Lokomotiv Mosca era la squadra campione in carica. Lo Zenit San Pietroburgo ha conquistato il trofeo per la quarta volta nella sua storia.

## Squadre partecipanti
Al torneo partecipano 96 squadre provenienti dai primi quattro livelli del campionato russo di calcio:
- 16 squadre appartenenti alla Prem'er-Liga;
- 18 squadre appartenenti alla PFN Ligi;
- 54 squadre appartenenti alla Pervenstvo Professional'noj Futbol'noj Ligi;
- 8 squadre appartenenti alla Terza Divisione.

Non partecipano al torneo le squadre riserve.

## Primo turno

### Zona Ovest e Centro
| Squadra 1      | Risultato | Squadra 2    |
| -------------- | --------- | ------------ |
| 20 luglio 2019 |           |              |
| Strogino Mosca | 2 – 3     | Rodina Mosca |
| Olimp Chimki   | 2 – 3     | Ararat Mosca |
| Kvant Obninsk  | 3 – 4     | Dolgoprudnyj |
| 21 luglio 2019 |           |              |
| Kolomna        | 2 – 1     | Saturn       |

### Zona Urali-Volga
| Squadra 1      | Risultato | Squadra 2 |
| -------------- | --------- | --------- |
| 20 luglio 2019 |           |           |
| Lada-Togliatti | 1 – 3     | Akron     |
| Khimik-Avgust  | 2 – 0     | Lada-SOK  |

### Zona Sud
| Squadra 1       | Risultato | Squadra 2           |
| --------------- | --------- | ------------------- |
| 20 luglio 2019  |           |                     |
| Legion Dinamo   | 3 – 0     | Makhachkala         |
| Vaynah Shali    | 1 – 3     | Alanija Vladikavkaz |
| Kuban' Cholding | 2 – 0     | SKA Rostov          |
| Urožaj          | 1 – 3     | Družba Majkop       |
| Inter Cherkessk | 4 – 2     | Dinamo Stavropol'   |

## Secondo turno

### Zona Est
| Squadra 1      | Risultato   | Squadra 2   |
| -------------- | ----------- | ----------- |
| 28 luglio 2019 |             |             |
| Dinamo Barnaul | 2 – 1 (dts) | Novosibirsk |

### Zona Ovest e Centro
| Squadra 1        | Risultato | Squadra 2              |
| ---------------- | --------- | ---------------------- |
| 28 luglio 2019   |           |                        |
| Ararat Mosca     | 1 – 0     | Kolomna                |
| Dolgoprudnyj     | 0 – 4     | Zorkij Krasnogorsk     |
| Krasnyy-SGAFKST  | 5 – 0     | Zvezda San Pietroburgo |
| Pskov-747        | 0 – 1     | Luki-Energia           |
| Rodina Mosca     | 0 – 2     | Veles Mosca            |
| Rjazan'          | 3 – 0     | Znamja Truda           |
| Saljut Belgorod  | 3 – 2     | Metallurg Lipeck       |
| Dinamo Brjansk   | 0 – 1     | Kaluga                 |
| Elektron VN      | 0 – 1     | Leningradets           |
| Torpedo Vladimir | 0 – 1     | Murom                  |

### Zona Urali-Volga
| Squadra 1              | Risultato   | Squadra 2        |
| ---------------------- | ----------- | ---------------- |
| 28 luglio 2019         |             |                  |
| Volga Ul'janovsk       | 6 – 1       | Khimik-Avgust    |
| Čeljabinsk             | 0 – 1 (dts) | Tjumen'          |
| Zvezda Perm'           | 6 – 0       | Zenit Iževsk     |
| Metallurg Magnitogorsk | 1 – 3       | Nosta Novotroick |
| Delin Izhevsk          | 0 – 4       | KAMAZ            |
| Akron                  | 3 – 1       | Sokol Saratov    |

### Zona Sud
| Squadra 1            | Risultato       | Squadra 2               |
| -------------------- | --------------- | ----------------------- |
| 27 luglio 2019       |                 |                         |
| Spartak Vladikavkaz  | 2 – 2 (3-4 dtr) | Spartak Nal'čik         |
| 28 luglio 2019       |                 |                         |
| Mašuk-KMV Pjatigorsk | 0 – 1           | Inter Cherkessk         |
| Alanija Vladikavkaz  | 1 – 0           | Anži                    |
| Biolog-Novokubansk   | 3 – 1           | Kuban' Cholding         |
| Volgar' Astrachan'   | 3 – 0           | Legion Dinamo           |
| Družba Majkop        | 0 – 1 (dts)     | Černomorec Novorossijsk |

## Terzo turno

### Zona Est
| Squadra 1       | Risultato   | Squadra 2      |
| --------------- | ----------- | -------------- |
| 28 luglio 2019  |             |                |
| Zenit Irkutsk   | 0 – 2 (dts) | Čita           |
| 9 agosto 2019   |             |                |
| Irtyš Omsk      | 3 – 0       | Dinamo Barnaul |
| 10 agosto 2019  |             |                |
| Blagoveshchensk | 0 – 2       | Sachalin       |

### Zona Ovest e Centro
| Squadra 1          | Risultato       | Squadra 2       |
| ------------------ | --------------- | --------------- |
| 5 agosto 2019      |                 |                 |
| Zorkij Krasnogorsk | 1 – 3           | Rjazan'         |
| Veles Mosca        | 2 – 1           | Krasnyy-SGAFKST |
| Kaluga             | 3 – 3 (4-5 dtr) | Saljut Belgorod |
| Luki-Energia       | 1 – 1 (4-5 dtr) | Leningradets    |
| Murom              | 2 – 3           | Ararat Mosca    |

### Zona Urali-Volga
| Squadra 1        | Risultato       | Squadra 2 |
| ---------------- | --------------- | --------- |
| 4 agosto 2019    |                 |           |
| Zvezda Perm'     | 2 – 2 (5-6 dtr) | KAMAZ     |
| Nosta Novotroick | 0 – 1           | Tjumen'   |
| Volga Ul'janovsk | 0 – 3           | Akron     |

### Zona Sud
| Squadra 1               | Risultato   | Squadra 2          |
| ----------------------- | ----------- | ------------------ |
| 5 agosto 2019           |             |                    |
| Alanija Vladikavkaz     | 4 – 1       | Volgar' Astrachan' |
| Spartak Nal'čik         | 0 – 1       | Inter Cherkessk    |
| Černomorec Novorossijsk | 4 – 2 (dts) | Biolog-Novokubansk |

## Quarto turno
| Squadra 1               | Risultato       | Squadra 2           |
| ----------------------- | --------------- | ------------------- |
| 21 agosto 2019          |                 |                     |
| Čita                    | 0 – 1           | Luč Vladivostok     |
| Alanija Vladikavkaz     | 2 – 1           | Rotor               |
| Ararat Mosca            | 0 – 3           | Nižnij Novgorod     |
| Akron                   | 1 – 1 (3-5 dtr) | Mordovija           |
| Černomorec Novorossijsk | 3 – 0           | Torpedo Armavir     |
| Inter Cherkessk         | 2 – 5           | Čajka Pesčanopskoe  |
| Veles Mosca             | 3 – 3 (5-6 dtr) | Torpedo Mosca       |
| KAMAZ                   | 2 – 0           | Neftechimik         |
| Leningradets            | 1 – 2           | Baltika             |
| Rjazan'                 | 1 – 4           | Čertanovo           |
| Saljut Belgorod         | 1 – 3           | Fakel Voronež       |
| Šinnik                  | 1 – 0           | Tekstilščik Ivanovo |
| Chimki                  | 4 – 1           | Avangard Kursk      |
| 3 settembre 2019        |                 |                     |
| Sachalin                | 0 – 2           | SKA-Chabarovsk      |
| Irtyš Omsk              | 0 – 2           | Tom' Tomsk          |
| Tjumen'                 | 0 – 1           | Enisej              |

## Sedicesimi di finale
| Squadra 1               | Risultato       | Squadra 2              |
| ----------------------- | --------------- | ---------------------- |
| 25 settembre 2019       |                 |                        |
| Luč Vladivostok         | 1 – 0           | Dinamo Mosca           |
| SKA-Chabarovsk          | 2 – 2 (2-4 dtr) | Achmat Groznyj         |
| Tom' Tomsk              | 4 – 0           | Tambov                 |
| Enisej                  | 1 – 2           | Zenit San Pietroburgo  |
| Alanija Vladikavkaz     | 1 – 3           | CSKA Mosca             |
| Čajka Pesčanopskoe      | 0 – 1           | Ufa                    |
| KAMAZ                   | 1 – 2           | Spartak Mosca          |
| Mordovija               | 0 – 2           | Rostov                 |
| Šinnik                  | 0 – 0 (5-4 dtr) | Soči                   |
| Černomorec Novorossijsk | 0 – 2           | Ural                   |
| Čertanovo               | 0 – 2 (dts)     | Gazovik Orenburg       |
| Fakel Voronež           | 1 – 2           | Arsenal Tula           |
| Chimki                  | 3 – 0           | Rubin                  |
| Nižnij Novgorod         | 1 – 0           | Krasnodar              |
| Torpedo Mosca           | 2 – 0           | Kryl'ja Sovetov Samara |
| Baltika                 | 1 – 1 (4-1 dtr) | Lokomotiv Mosca        |

## Ottavi di finale
| Squadra 1             | Risultato       | Squadra 2       |
| --------------------- | --------------- | --------------- |
| 30 ottobre 2019       |                 |                 |
| Ural                  | 2 – 2 (5-4 dtr) | Arsenal Tula    |
| Achmat Groznyj        | 5 – 1           | Luč Vladivostok |
| CSKA Mosca            | 1 – 0           | Ufa             |
| Nižnij Novgorod       | 2 – 2 (0-3 dtr) | Šinnik          |
| Zenit San Pietroburgo | 4 – 0           | Tom' Tomsk      |
| 31 ottobre 2019       |                 |                 |
| Gazovik Orenburg      | 1 – 2           | Chimki          |
| Spartak Mosca         | 2 – 1           | Rostov          |
| Torpedo Mosca         | 1 – 0           | Baltika         |

## Quarti di finale
| Squadra 1      | Risultato   | Squadra 2             |
| -------------- | ----------- | --------------------- |
| 4 marzo 2020   |             |                       |
| Achmat Groznyj | 1 – 2 (dts) | Zenit San Pietroburgo |
| Spartak Mosca  | 3 – 2 (dts) | CSKA Mosca            |
| 5 marzo 2020   |             |                       |
| Chimki         | 5 – 1       | Torpedo Mosca         |
| 24 giugno 2020 |             |                       |
| Šinnik         | 0 – 2       | Ural                  |

## Semifinali
| Squadra 1             | Risultato | Squadra 2     |
| --------------------- | --------- | ------------- |
| 19 luglio 2020        |           |               |
| Ural                  | 1 – 3     | Chimki        |
| Zenit San Pietroburgo | 2 – 1     | Spartak Mosca |

## Finale
| Arbitro: | Moskalëv |

|                   |           |  |
| Dzjuba 84’ (rig.) | Marcatori |  |